# ينغي كند (مقاطعة ديواندرة)
ينغي كند (بالفارسية: ینگی کند) هي قرية تقع في قسم قراتورة الريفي (مقاطعة ديواندرة) في إيران. يقدر عدد سكانها بـ 157 نسمة بحسب إحصاء 2016.